# Вторая битва у холмов Гуарарапис
Вторая битва у холмов Гуарарапис — второе и решающее сражение между голландцами и португальцами в Пернамбуку за контроль над побережьем Бразилии, состоявшееся в 1649 году в рамках голландско-португальской войны. Победа португальцев ознаменовала конец голландской оккупации Бразилии.

## История
Хотя Голландская Вест-Индская компания направила в Бразилию довольно многочисленный контингент, их войска страдали от низкой дисциплины и слабого боевого духа. Большая часть голландского контингента была составлена из наемников, в первую очередь немецких, которые, не испытывали энтузиазма от войны в тяжелом климате, в отличие от туземцев и португальских поселенцев, сражавшихся за свои дома и землю. Голландцы также оказались не приспособлены к войне в джунглях и влажном экваториальном климате, в частности, носили форму из плотных тканей и тяжелые кирасы, серьезно сковывавшие движения. В условиях влажности порох отсыревал, что сводило к нулю эффективность огнестрельного оружия. В итоге голландская армия при Гуарарапис была вооружена пиками и короткими саблями — эту тактику они позаимствовали у португальцев.
Португальские войска состояли в основном из туземцев, чернокожих и белых, которые имели опыт боевых действий в тяжелом бразильском ландшафте. Они ослабляли голландские войска на пути их следования, стреляя из мушкетов из-за деревьев.
Общее командование португальскими силами осуществлял Франсишку Баррету де Менезес, а отрядами:
- Энрике Диас  — сын раба, governador da gente preta («губернатор черных людей»), командир отряда чернокожих рабов.
- Антонио Филипе Камарао — вождь племени потигуара.
- Жоао Фернандес Виейра — владелец земельного участка в Фуншале, Мадейра, командир отряда пехоты.
- Андре Видаль де Негрейрос — командир отряда пехоты.

Голландцы рассчитывали получить преимущество, захватив контроль над дорогами и рассчитывая загнать португальцев в болото. Однако португальцы хорошо перемещались по болотистой местности, и задумка голландцев не сработала. В итоге португальцы неожиданно для противника появились из болотистой местности в районе холмов Гуарарапис и ударили голландцам во фланг. После нескольких часов боя голландцы отступили на север, к Ресифи, бросив свою артиллерию. После голландского отступления португальская армия вошла в Пернамбуку.